# Resolução 136 do Conselho de Segurança das Nações Unidas
Resolução 136 do Conselho de Segurança das Nações Unidas, foi aprovada em 31 de maio de 1960, após análise do pedido de Togo para ser membro da Organização das Nações Unidas, o Conselho recomendou à Assembleia Geral que Togo deve ser admitido.
Foi aprovada por unanimidade.